# Jim Morita
Jim Morita é um personagem fictício que aparece nas revistas em quadrinhos americas  publicadas pela Marvel Comics. Criado por Roy Thomas e Dick Ayers, sua primeira aparição foi em Sgt. Fury e seus Howling Commandos #38 (Janeiro de 1967).

## Biografia ficcional do personagem
Jim Morita é um soldado japonês-americano durante a Segunda Guerra Mundial. Morita é um soldado nissei, cujo esquadrão ajudou o Comando Selvagem do Sargento Fury em diversas missões. Seu esquadrão estava em um ponto capturado e enviado para um campo de prisão nazista, mas foram destruídos pelo Comando.

## Em outra mídias

Kenneth Choi como Jim Morita em Capitão América: O Primeiro Vingador.

### Cinema
- Jim Morita foi adaptado no filme Capitão América: O Primeiro Vingador, interpretado pelo ator Kenneth Choi. Ele aparece como um membro do Comando Selvagem.[2] Ele vem de Fresno, Califórnia, onde ele fazia parte do Esquadrão Nisei. Ele foi capturado pela Hidra junto com Dum Dum Dugan, Gabe Jones, James Montgomery Falsworth e Jacques Dernier. Eles foram libertados pelo Capitão América e depois ajudaram a combater as forças do Caveira Vermelha.
  - Choi também interpreta Diretor Morita em Spider-Man: Homecoming.[3] Ele é um descendente de Jim Morita e é o diretor da Escola Midtown de Ciência e Tecnologia. O diretor Morita aparece primeiro quando ele pega Peter Parker planejando se esgueirar durante um exame e dar a ele uma detenção que foi supervisionada pelo Treinador Wilson. Depois que Peter Parker se retirou da detenção e perdeu o estágio da Stark Industries após o que aconteceu na Balsa de Staten Island, o diretor Morita decide não punir Peter e diz que ele era "um bom garoto". Uma foto de Jim Morita pode ser vista em seu escritório.

### Televisão
- Jim Morita aparece em um flashback do episódio "Shadows" de Agents of S.H.I.E.L.D., interpretado por Kenneth Choi.[4] Ele está presente com Peggy Carter quando Daniel Whitehall e os agentes da Hidra com ele são presos.

### Jogos eletrônicos
- Jim Morita aparece em Captain America: Super Soldier, dublado por Kenneth Choi.